# Kageneckia
Kageneckia é um género botânico pertencente à família Rosaceae.
1. ↑  «Kageneckia — World Flora Online». www.worldfloraonline.org. Consultado em 19 de agosto de 2020